# Protociência

Gravura de 1580 mostrando um laboratório de alquimia. A alquimia é considerada uma protociência.

Na filosofia da ciência, existem várias definições de protociência. Seu significado mais simples (refletindo mais de perto suas raízes de proto+ciência) envolve as primeiras eras da história da ciência, quando o método científico ainda era incipiente. O termo também pode ser aplicado a campos de estudo emergentes modernos.

## Protociência pré-científica
O termo pré -científico significa na raiz "relativo a uma era antes da existência da ciência". Por exemplo, a medicina tradicional existia há milhares de anos antes da ciência médica e, portanto, muitos aspectos dela podem ser descritos como pré-científicos. Em um sentido relacionado, tópicos protocientíficos (como a alquimia da época de Newton) podem ser chamados de pré-científicos, caso em que os proto e pré-rótulos podem funcionar mais ou menos como sinônimos (o último focando mais nitidamente na ideia de que nada além da ciência é ciência).
Segundo Leivers  protociências, ou novas ciências, tentando estabelecer sua legitimidade, são onipresentes na literatura. Em comparação com a ciência marginal, que é considerada altamente especulativa ou mesmo fortemente refutada, algumas protociências se tornam partes aceitas da ciência convencional. A base histórica de grande parte da química moderna é baseada nas descobertas da alquimia, uma proto-química que usa algumas das técnicas e processos modernos da química comprovada moderna.

## Protociência moderna
Outro significado estende essa ideia até o presente, sendo a protociência um campo de estudo emergente que ainda não é completamente científico, mas depois se torna uma ciência própria. O filósofo da química Jaap Brakel a define como "o estudo dos critérios normativos para o uso da tecnologia experimental na ciência".
Um exemplo disso é a teoria da relatividade geral, que começou como uma protociência (um trabalho teórico que não havia sido testado), mas depois foi verificado experimentalmente e se tornou totalmente científico. Protociência, neste sentido, distingue-se da pseudociência por uma vontade genuína de ser mudada através de novas evidências, em oposição a ter uma teoria que pode ser usada para racionalizar uma crença predeterminada (ou seja, viés de confirmação).
Thomas Kuhn disse que as protociências "geram conclusões testáveis, mas... no entanto, assemelham-se à filosofia e às artes em vez das ciências estabelecidas em seus padrões de desenvolvimento. Penso, por exemplo, em campos como química e eletricidade antes de meados do século XVIII, do século XVIII, estudo da hereditariedade e filogenia antes de meados do século XIX, ou de muitas das ciências sociais de hoje." Ao observar que atendem aos critérios de demarcação de falsificabilidade de Popper, ele questiona se a discussão nos campos da protociência "resulta em progressos claros". Kuhn concluiu que as protociências, “como as artes e a filosofia, carecem de algum elemento que, nas ciências maduras, permita as formas mais óbvias de progresso. terapia para auxiliar a transformação de uma protociência em uma ciência, nem suponho que algo desse tipo deva ser obtido".